# Trygve Pedersen
Trygve Bjarne Pedersen (Oslo, 26 de julio de 1884-Oslo, 13 de agosto de 1967) fue un deportista noruego que compitió en vela en la clase 6 Metre. Participó en los Juegos Olímpicos de Amberes 1920, obteniendo una medalla de bronce en la clase 6 Metre.

## Palmarés internacional
| Juegos Olímpicos | Juegos Olímpicos  | Juegos Olímpicos  | Juegos Olímpicos       |
| Año              | Lugar             | Medalla           | Clase                  |
| ---------------- | ----------------- | ----------------- | ---------------------- |
| 1920             | Amberes (Bélgica) | Medalla de bronce | 6 Metre (sistema 1907) |